# Pieszczaniki
Pieszczaniki – wieś w Polsce położona w województwie podlaskim, w powiecie białostockim, w gminie Gródek.

## Opis

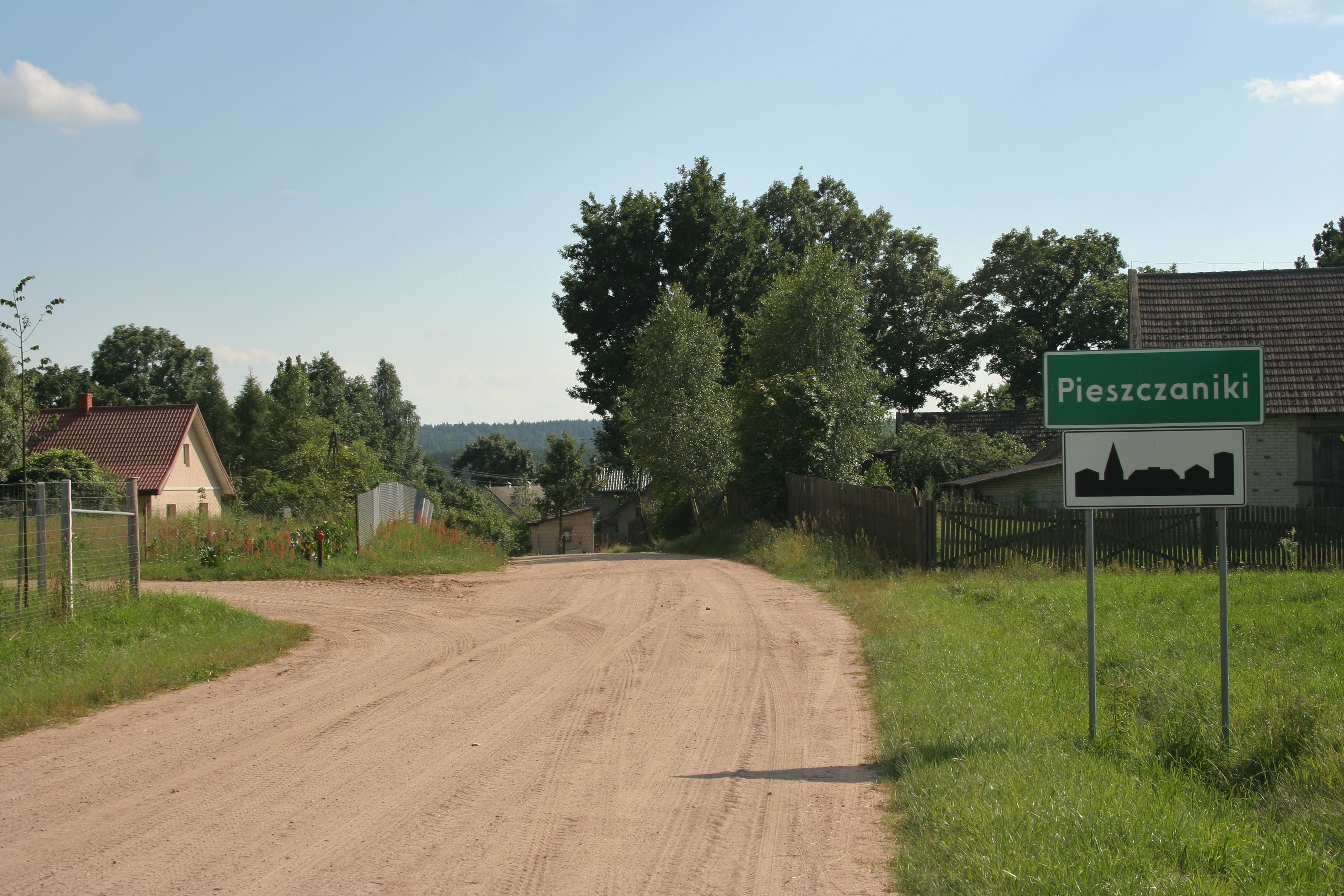
Wjazd do wsi od strony Radunina

Według Pierwszego Powszechnego Spisu Ludności, przeprowadzonego w 1921 roku, Pieszczaniki były wsią liczącą 31 domów i zamieszkałą przez 148 osób (72 kobiety i 76 mężczyzn). Większość mieszkańców miejscowości, w liczbie 147 osób, zadeklarowała wówczas wyznanie prawosławne, pozostała 1 osoba podała wyznanie rzymskokatolickie. Jednocześnie wszyscy mieszkańcy Pieszczanik zgłosili białoruską przynależność narodową.
W latach 1975–1998 miejscowość administracyjnie należała do województwa białostockiego.
Prawosławni mieszkańcy wsi należą do parafii św. Anny w Królowym Moście, a wierni kościoła rzymskokatolickiego do parafii Najświętszego Serca Pana Jezusa w Gródku.